# 王衍 (西晋)
王 衍（おう えん、甘露元年（256年） - 永嘉5年4月1日（311年5月5日））は、西晋の政治家・武将。字は夷甫。本貫は琅邪郡臨沂県。父は平北将軍の王乂。子は王玄。族弟は王敦と王導。従兄に竹林の七賢で有名な王戎、弟に王澄と王詡がいる。

## 生涯
若い頃から聡明で容姿端麗、雅やかな姿であったという。
幼い頃に父に伴われて竹林の七賢の一人の山濤の屋敷を訪れたが、その際に山濤は王衍に感嘆し、親子が辞去するのを見送りながら、「どんな母親からこんな素晴らしい少年（原語では寧馨児、すなわちこんなにも良い子供の意）が生まれることやら。しかしひょっとすると、あんなのが今に天下国家を誤るようなことをしでかすかもしれんて」とひとりごちたという。
成長するにつれて王衍は司馬炎（武帝）や王戎からも高く評価を受けるようになった。そのため彼は若くして名門王氏の俊秀として人々から将来を嘱望されるようになり、官位は昇進して黄門侍郎となった。だが山濤の不安は的中し、王衍はその才能を国政に生かそうとはせず、政界で生活を送りながらも老荘虚無の清談に情熱と心を傾けるようになった。王衍の清談は見事で、その美貌と相まって当時の士人の人気を博した。王衍も自らの弁舌と知性を子貢相当だと見ていたという。えもいわれぬ品の良さや名句を吐いて相手をやりこめて人を皆心服させて「口中の雌黄」（雌黄とは硫黄と砒素を混ぜた土絵具で、当時の黄色の紙に書いた文字に誤りがあれば雌黄で塗り消したため）と評された。こうして無為の日々を送りながらも名門の故か、彼は官位をますます昇進させ、周囲の人々はその風雅を慕って門下に集まり、遂には西晋の政界自体が清談の道場になり立身出世には清談が手立てになるまでの流行をきたした。
しかし当時の西晋は八王の乱・永嘉の乱と内は皇族の権力闘争、外は異民族の中国内地の侵入と危機的状況にあり、王衍のこのような行為は平和なら賞賛されても動乱期では弱弱しくて頼りないといえた。光熙元年（306年）12月、八王の乱が最終的に東海王司馬越により終結すると、王衍は政権を握った司馬越に接近して有能な人材の登用を提言した。この頃からようやく王衍は司馬越と協力して政権に参加し、永嘉2年（308年）に漢（後の前趙）の王弥・石勒が洛陽に侵攻してくると、これを破り尚書令・太尉になった。武陵公も叙爵されたが、これは拒絶している。またこの侵攻で洛陽の士人・市民が遷都を求めると、王衍はこれを鎮めて人心を得ている。その後も司馬越と共に崩壊寸前の西晋を支え、劉聡の漢軍を破るなど活躍した。
しかし司馬越と彼に擁されていた懐帝との対立が表面化し、懐帝が司馬越討伐の勅命を発したために王衍は司馬越と共に項城に逃亡し、ここで司馬越より軍司・太傅とされて軍の指揮を任された。永嘉5年（311年）3月、司馬越が憂憤のために急病で死亡すると、人々は司馬越軍10万の後任の元帥に王衍が推挙し、王衍は「私は若い頃から政治をやったことがないし、こんな非常事態の対応など出来ませんよ」と断ったが、しかし結局は彼が軍を引き継いだ。4月1日に司馬越の埋葬のために、司馬越の遺骸を連れて東海国に退却していた際、漢の石勒に襲撃されて軍は壊滅・殺戮され、多くの宗室や大臣は捕虜にされ、王衍は捕えられて石勒の前に引き出された。
この際、王衍の態度は極めて見苦しいものであった。まず「私の仕官は本意ではなく、今回の抗戦も実のところ私の与り知った事ではない」などと述べ立てて命乞いし、石勒におべっかを使って「王公」と呼びかけた。石勒は初めは喜んでいたが、王衍はなおも見苦しく命乞いを続け「私は本当に今回の件には何の責任もないのです。だからどうか助けてくださいよ。なんでしたら、私を助けてくれたらお礼に皇帝にしてあげますよ」とまで言い放った。石勒はこれを聞いて激怒し、「貴方は天下の人がみんな知っている有名人で、ずっと晋の政治を仕切ってきた張本人でしょう。若い頃から政治家として有名だったあなたが、今さら白髪になって、この混乱した晋の政治について何の責任もないとは良くも言えたものですよ。天下を破壊したのは貴方だ。あなたの責任以外の何物でもない！」と怒鳴りつけ、ひとまず獄舎に入れた。騎馬民族として素朴に暮らしてきた石勒は王衍のような図々しい人間を見たことがないので呆れてしまい、どう処罰していいか悩んだので部下に意見を求めた。配下の孔萇が「王衍は晋の重臣。助命しても我がほうのためになるとは思いません」と石勒に処断を進め、石勒はそれを承諾して夜中に王衍を戸外に連れ出し、壁を押し倒してその下敷きにして圧殺した（これは石勒が処刑に刃物を使わないようにせよと命じたためである）。享年56。殺される直前、王衍は「わしはもとより聡明な古人に及びもつかぬ。なれどもし、先の日にとりとめない虚無の清談なんぞに心ひかれることをせず、力を合わせて国家のためを図ったとしたら、今日このような有様になり果てることはなかったであろうに」と漏らしたとされる。
司馬越の死で西晋は求心力を失い、王衍をはじめとした多くの大臣・宗室諸王が石勒に殺戮されたことで、王衍の死からわずか2カ月後の6月、石勒の侵攻により洛陽は陥落して西晋は事実上滅亡した。
永和12年（356年）、東晋の桓温が北伐を行った際、船から華北の中原を眺めながら「神州を陸沈し、百年丘虚たらしむ（中国国土を陸地が沈んでしまったように蛮族の荒すに委せた）。王夷甫らが清談をこととして国家を省みなかった責任は免れることができぬ」と王衍の行いを批判している。

## 家族
- 妻：郭氏
- 子：王玄
- 娘：王景風、王恵風